# Seznam chráněných území v okrese Hradec Králové
Toto je seznam chráněných území v okrese Hradec Králové.
| Kód  | Obrázek                                                               | Typ | Název                         | Rozloha (ha) | Galerie Commons                                                        | Popis území | Souřadnice                       |
| ---- | --------------------------------------------------------------------- | --- | ----------------------------- | ------------ | ---------------------------------------------------------------------- | --- | -------------------------------- |
| 822  | Bělečský písník                                                       | PP  | Bělečský písník               | 4,11         | Kategorie „Bělečský písník“ na Wikimedia Commons                       | Na vlhčích stanovištích je největší výskyt masožravé rostliny (rosnatky okrouhlolisté, ve Východočeském kraji. Na sušších stanovištích rostou různé druhy plavuní (plavuňka zaplavovaná, plavuň vidlačka) a v tůňkách velmi vzácný rdest dlouholistý. | 50°12′0″ s. š., 15°56′8″ v. d.   |
| 6221 | PP a EVL Běleč - střelnice                                            | PP  | Běleč – střelnice             | 7,58         | Kategorie „Běleč - střelnice“ na Wikimedia Commons                     | Stanoviště vegetace přirozeně eutrofních a mezotrofních vod s výskytem ohrožených druhů živočichů jako je vážka jasnoskvrnná | 50°10′22″ s. š., 15°56′29″ v. d. |
| 5738 | Potok protékající lokalitou                                           | PP  | Bystřice                      | 27,91        | Kategorie „PP Bystřice“ na Wikimedia Commons                           | Podpora a stabilizace populace evropsky významného a silně ohroženého živočišného druhu – velevruba tupého (Unio crassus) včetně aktivní ochrany jeho biotopu; vhodnými formami ochrany vodního toku zajistit stabilitu biotopu a podpořit jeho další šíření na lokalitě. | 50°19′39″ s. š., 15°43′6″ v. d.  |
| 2450 |                                                                       | PP  | Černá stráň                   | 11,46        | Kategorie „Černá stráň (Hradec Králové District)“ na Wikimedia Commons | Smíšený porost dubu, buku, lípy a habru s teplomilnou květenou. | 50°9′52″ s. š., 15°54′32″ v. d.  |
| 116  |                                                                       | PR  | Hoříněvská bažantnice         | 21,02        | Kategorie „Hořiněveská bažantnice“ na Wikimedia Commons                | Dubina do 200 let, habr, javor a olše. | 50°18′14″ s. š., 15°45′56″ v. d. |
| 132  | Jarní aspekt                                                          | PR  | Chropotínský háj              | 18,70        | Kategorie „Chropotínský háj“ na Wikimedia Commons                      | Vegetace ve zbytku lužního lesa. | 50°13′34″ s. š., 16°3′41″ v. d.  |
| 5935 | Přírodní památka chrání mimo jiné starý elektrárenský náhon u Skřivan | PP  | Javorka a Cidlina – Sběř      | 260,75       | Kategorie „Javorka a Cidlina - Sběř“ na Wikimedia Commons              | Lokalita s výskytem populace velevruba tupého a modráska bahenního. | 50°19′53″ s. š., 15°29′50″ v. d. |
| 5688 | Pohled na rybník                                                      | PP  | Kanice – lesní rybník         | 0,54         | Kategorie „PP Kanice“ na Wikimedia Commons                             | Podpora a stabilizace populace evropsky významného a silně ohroženého živočišného druhu – čolka velkého, včetně aktivní ochrany jeho biotopu. | 50°18′5″ s. š., 15°35′16″ v. d.  |
| 3367 | Stráň Žehuňské obory                                                  | NPR | Kněžičky                      | 89,17        | Kategorie „Kněžičky (national nature reserve)“ na Wikimedia Commons    | Výskyt společenstva teplomilných doubrav s vysokým podílem starých stromů, teplomilných stepních a lesostepních společenstev na slínovcovém podkladě, raně sukcesních společenstev obnažených erodovaných ploch slínovců na nejprudších svazích a střídavě vlhkých, místy subhalofilních společenstev mírných terénních depresí na nepropustném podloží ve spodní části svahů a na tato společenstva vázaných vzácných a ohrožených druhů rostlin a živočichů. | 50°8′53″ s. š., 15°19′47″ v. d.  |
| 6270 |                                                                       | PP  | Kopec sv. Jana                | 3,22         | Název kategorie na Wikimedia Commons nebyl zadán                       | Hercynské dubohabřiny a širokolisté suché trávníky | 50°10′44″ s. š., 15°49′53″ v. d. |
| 254  | Pohled na les na lokalitě                                             | PP  | Na bahně                      | 1,91         | Kategorie „PP Na bahně“ na Wikimedia Commons                           | Rašelinná lokalita s bohatou květenou bývalé tundry s olšinou. | 50°11′55″ s. š., 15°57′36″ v. d. |
| 5815 | Pohled na lokalitu                                                    | PP  | Na Plachtě                    | 38,79        | Kategorie „Na Plachtě“ na Wikimedia Commons                            | Prostřednictvím přiměřeného a osvědčeného managementu zachovat stávající biodiverzitu biotopů (rybníky Plachta a Jáma, slatinné louky, soustava periodických tůní, mokřady, obnažené písky, vřesoviště) a dále vhodnými zásahy a hospodařením zajistit stabilitu populace evropsky významných živočišných druhů a podpořit další šíření těchto druhů na lokalitě. | 50°11′16″ s. š., 15°51′37″ v. d. |
| 5723 | Vstup do chráněného území                                             | PP  | Na Plachtě 3                  | 17,01        | Kategorie „Na Plachtě 3“ na Wikimedia Commons                          | Suchá vřesoviště, obnažené písky, periodické vodní tůně a luční společenstva s výskytem zvláště chráněných druhů rostlin a živočichů. | 50°11′22″ s. š., 15°51′18″ v. d. |
| 5809 | Cedule při vstupu na lokalitu                                         | PP  | Olešnice                      | 388,49       | Kategorie „PP Olešnice“ na Wikimedia Commons                           | Zajištění stabilní populace silně ohroženého druhu roháče obecného vhodnou údržbou stávajících biotopů (zejména skupin starých stromů ponechaných až do stadia rozpadu, včetně torz a jejich zbytků a pařezů pokácených stromů). | 50°9′6″ s. š., 15°25′47″ v. d.   |
| 1495 | Polní cesta                                                           | PP  | Orlice                        | 62,94        | Kategorie „PP Orlice“ na Wikimedia Commons                             | Cílem ochrany je zachování dosud z části neregulovaného řečiště spojené Orlice a typických částí údolní nivy s vodními a lužními společenstvy v k.ú. Štěpánovsko, Týniště n. O. a Petrovice. | 50°12′22″ s. š., 15°56′23″ v. d. |
|      |                                                                       | PřP | Orlice                        | 114,62       | Kategorie „PP Orlice“ na Wikimedia Commons                             | Ochrana toků Tiché, Divoké a spojené Orlice. | 50°12′11″ s. š., 15°57′3″ v. d.  |
| 1761 | Pohled na jezírko na lokalitě                                         | PP  | Pamětník                      | 33,89        | Kategorie „Pamětník (natural monument)“ na Wikimedia Commons           | Uměle vzniklý mokřad s bohatou flórou a faunou. | 50°6′44″ s. š., 15°26′38″ v. d.  |
| 5936 | Piletický potok                                                       | PP  | Piletický a Librantický potok | 29,37        | Kategorie „Piletický a Librantický potok“ na Wikimedia Commons         | Populace šidélka ozdobného a jeho biotopu. | 50°15′8″ s. š., 15°52′46″ v. d.  |
| 1501 | Roudnička a Datlík                                                    | PP  | Roudnička a Datlík            | 35,39        | Kategorie „Roudnička a Datlík“ na Wikimedia Commons                    | Ochrana zvláště chráněných druhů rostlin a živočichů a ohrožených taxonů rostlin dle Červeného seznamu ČR, zachovalých vodních a mokřadních společenstev, mozaiky bezkolencových slatinných a zrašeliněných luk, rákosin a porostů vysokých ostřic s řadou chráněných a ohrožených druhů rostlin a živočichů. Lokalita je důležitým biocentrem v zemědělské krajině. | 50°10′19″ s. š., 15°50′8″ v. d.  |
| 386  |                                                                       | PP  | Sítovka                       | 8,14         | Kategorie „Sítovka“ na Wikimedia Commons                               | Ochrana původního lesního smíšeného porostu. | 50°10′2″ s. š., 15°54′47″ v. d.  |
| 823  | Meandrující řeka na lokalitě                                          | PP  | Trotina                       | 9,68         | Kategorie „Trotina (nature reserve)“ na Wikimedia Commons              | Zachovalý zbytek starého říčního koryta na soutoku Labe a Trotinky s původními pobřežními porosty a vodním rostlinstvem. Na části pobřeží je přirozený lužní les. Vodní rameno je bohaté na vodní rostliny, které se dnes v okolních labských tůních již nevyskytují (stulík, rdest kadeřavý, lakušník, růžkatec ponořený aj.). Husté pobřežní křoviny (dub, topol, olše, vrba, jilm) jsou útočištěm drobné zvěře a zpěvného ptactva. | 50°16′36″ s. š., 15°49′45″ v. d. |
| 462  |                                                                       | PP  | U císařské studánky           | 1,27         | Kategorie „U císařské studánky“ na Wikimedia Commons                   | Porost smrku, borovice bílé, buku s přimísenou jedlí a břízou do 140 let. | 50°10′ s. š., 15°52′30″ v. d.    |
| 1985 | Les na lokalitě                                                       | PP  | Veselský háj                  | 446,39       | Kategorie „Veselský háj a rybník Smrkovák“ na Wikimedia Commons        | Zachování cenných lesních ekosystémů dubohabřin asociace Galio-Carpinetum a starých acidofilních doubrav s dubem letním. | 50°19′28″ s. š., 15°27′23″ v. d. |
| 5810 | Les na lokalitě                                                       | PP  | Víno                          | 72,84        | Kategorie „PP Víno“ na Wikimedia Commons                               | Zajištění stabilní populace silně ohroženého druhu roháče obecného vhodnou údržbou stávajících biotopů (zejména skupin starých stromů ponechaných až do stadia rozpadu, včetně torz a jejich zbytků a pařezů pokácených stromů). | 50°9′4″ s. š., 15°24′12″ v. d.   |
| 5684 |                                                                       | PP  | Vražba                        | 7,89         |                                                                        | Podpora a stabilizace populace evropsky významného a kriticky ohroženého rostlinného druhu – zvonovce liliolistého včetně aktivní ochrany jeho biotopu. | 50°20′0″ s. š., 15°49′19″ v. d.  |
| 2923 | les Městský bor východně od vsi Tůně                                  | EVL | Nechanice – Lodín             | 1 562,6      | Kategorie „Nechanice – Lodín“ na Wikimedia Commons                     | Smíšené jasanovo-olšové lužní lesy temperátní a boreální Evropy a dubohabřiny asociace Galio-Carpinetum. | 50°13′47″ s. š., 15°35′27″ v. d. |
| 6040 | Běleč - střelnice                                                     | EVL | Běleč – střelnice             | 7,9          | Kategorie „Běleč - střelnice“ na Wikimedia Commons                     | Lokalita vážky jasnoskvrnné. | 50°10′20″ s. š., 15°56′28″ v. d. |
| 2926 | Meandr Orlice poblíž Petroviček                                       | EVL | Orlice a Labe                 | 2 683,2      |                                                                        | Smíšené jasanovo-olšové lužní lesy temperátní a boreální Evropy; otevřené trávníky kontinentálních dun s paličkovcem a psinečkem; přirozené eutrofní vodní nádrže s vegetací typu Magnopotamion nebo Hydrocharition; nížinné až horské vodní toky s vegetací svazů Ranunculion fluitantis a Callitricho-Batrachion; bezkolencové louky na vápnitých, rašelinných nebo hlinito-jílovitých půdách; vlhkomilná vysokobylinná lemová společenstva nížin a horského až alpínského stupně; extenzivní sečené louky nížin až podhůří; smíšené lužní lesy s dubem letním, jilmem vazem, jilmem habrolistým, jasanem ztepilým nebo jasanem úzkolistým podél velkých řek atlantské a středoevropské provincie; lokalita bolena dravého, klínatky rohaté a vydry říční. | 50°10′26″ s. š., 16°0′47″ v. d.  |

## Zrušená chráněná území
| Kód  | Obrázek        | Typ | Název        | Rozloha (ha) | Galerie Commons                                              | Popis území | Souřadnice                       |
| ---- | -------------- | --- | ------------ | ------------ | ------------------------------------------------------------ | --- | -------------------------------- |
| 821  |                | PR  | Bludy        | 4,77         | Kategorie „Bludy“ na Wikimedia Commons                       | Významná lokalita suchomilné květeny. Zrušena k 10. dubnu 2007.                                                                                         | 50°10′4″ s. š., 15°22′57″ v. d.  |
| 2138 | Rybník Plachta | PP  | Na Plachtě 1 | 10,30        | Kategorie „Na Plachtě“ na Wikimedia Commons                  | Ochrana a zachování diverzity unikátních společenstev rostlin a živočichů. Zrušena k 28. prosinci 2013.                                                 | 50°11′9″ s. š., 15°51′16″ v. d.  |
| 1968 | Borovice       | PP  | Na Plachtě 2 | 28,79        | Kategorie „Na Plachtě“ na Wikimedia Commons                  | Části ekosystémů s unikátními druhově pestrými společenstvy rostlin a živočichů s hojným výskytem zvláště chráněných druhů. Zrušena k 1. prosinci 2014. | 50°11′15″ s. š., 15°51′44″ v. d. |
| 726  |                | PP  | Polabiny     | 1,83         | Kategorie „Polabiny (přírodní památka)“ na Wikimedia Commons | Mrtvé rameno Labe se vzácnými společenstvy rostlin a živočichů. Zrušena k 16. lednu 2001.                                                               | 50°8′10″ s. š., 15°48′54″ v. d.  |
| 824  |                | PP  | U Sítovky    | 6,42         | Kategorie „U sítovky“ na Wikimedia Commons                   | Zbytky původních lesních porostů s charakteristickým ekotypem borovice lesní, dubem letním, lípou srdčitou a vtroušeným smrkem.                         | 50°10′13″ s. š., 15°54′42″ v. d. |